# Lijst van Franse ministers van Onderwijs
De post van minister van Nationaal Onderwijs (Frans: Ministre de l'Éducation nationale) ontstond in 1802, maar kende tot de naamsaanvaarding van ministre de l'Instruction publique in 1828 diverse benamingen. Tijdens de negentiende eeuw was het eerder regel dan uitzondering dat de post van minister van Onderwijs werd gecombineerd met de posten minister van Schone Kunsten (tot 1932) en deze van minister van Kerkelijke Zaken. Echter, in geval dat de minister van Onderwijs een Protestant was, mocht hij geen minister van Kerkelijke Zaken zijn (post afgeschaft in 1912). Later werd de post van minister van Onderwijs ook gecombineerd met de posten van minister van Sport en minister van Jeugdzaken. Tijdens de ambtsperiode van president Valéry Giscard d'Estaing (1974-1981) kreeg het ministerie zijn huidige naam.

## Ministers (1828-1932)
| Minister                                               | Begindatum        | Einddatum         |
| ------------------------------------------------------ | ----------------- | ----------------- |
| Antoine François Henri Lefebvre de Vatimesnil          | 10 februari 1828  | 8 augustus 1829   |
| Guillaume Isidore, graaf de Montbel                    | 8 augustus 1829   | 18 november 1829  |
| Martial, graaf de Guernon-Ranville                     | 18 november 1829  | 31 juli 1830      |
| François Guizot                                        | 31 juli 1830      | 1 augustus 1830   |
| Louis, baron Bignon                                    | 1 augustus 1830   | 11 augustus 1830  |
| Achille Léonce Victor Charles, hertog de Broglie       | 11 augustus 1830  | 2 november 1830   |
| Joseph Mérilhou                                        | 2 november 1830   | 27 november 1830  |
| Félix Barthe                                           | 27 november 1830  | 13 maart 1831     |
| Marthe Camille Bachasson, graaf de Montalivet          | 13 maart 1831     | 30 april 1832     |
| Louis Gaspard Amédée, baron Girod de l'Ain             | 30 april 1832     | 11 oktober 1832   |
| François Guizot                                        | 11 oktober 1832   | 10 november 1834  |
| Jean-Baptiste Teste                                    | 10 november 1834  | 18 november 1834  |
| François Guizot                                        | 18 november 1834  | 22 februari 1836  |
| Privat Joseph Claramont, graaf Pelet de la Lozère      | 22 februari 1836  | 6 september 1836  |
| François Guizot                                        | 6 september 1836  | 15 april 1837     |
| Narcisse Achille de Salvandy                           | 15 april 1837     | 31 maart 1839     |
| Narcisse Parant                                        | 31 maart 1839     | 12 mei 1839       |
| Abel-François Villemain                                | 12 mei 1839       | 1 maart 1840      |
| Victor Cousin                                          | 1 maart 1840      | 29 oktober 1840   |
| Abel-François Villemain                                | 29 oktober 1840   | 1 februari 1845   |
| Narcisse Achille de Salvandy                           | 1 februari 1845   | 24 februari 1848  |
| Hippolyte Carnot                                       | 24 februari 1848  | 5 juli 1848       |
| Achille Tenaille de Vaulabelle                         | 5 juli 1848       | 13 oktober 1848   |
| Alexandre Pierre Freslon                               | 13 oktober 1848   | 20 december 1848  |
| Alfred Frédéric, graaf de Falloux                      | 21 december 1848  | 31 oktober 1849   |
| Marie Louis Pierre Félix Esquirou de Parieu            | 31 oktober 1849   | 24 januari 1851   |
| Charles Giraud                                         | 24 januari 1851   | 10 april 1851     |
| Marie Jean Pierre Pie Frédéric Dombidau de Crouseilhes | 10 april 1851     | 26 oktober 1851   |
| Charles Giraud                                         | 26 oktober 1851   | 3 december 1851   |
| Hippolyte Fortoul                                      | 3 december 1851   | 7 juni 1856       |
| Gustave Rouland                                        | 13 augustus 1856  | 23 juni 1863      |
| Victor Duruy                                           | 23 juni 1863      | 17 juli 1869      |
| Louis Olivier Bourbeau                                 | 17 juli 1869      | 2 januari 1870    |
| Émile Alexis Segris                                    | 2 januari 1870    | 14 april 1870     |
| Maurice Richard                                        | 14 april 1870     | 15 mei 1870       |
| Jacques Philippe Mège                                  | 15 mei 1870       | 10 augustus 1870  |
| Jules Louis Joseph Brame                               | 10 augustus 1870  | 4 september 1870  |
| Jules Simon                                            | 5 september 1870  | 17 mei 1873       |
| William Henry Waddington*                              | 18 mei 1873       | 25 mei 1873       |
| Anselme Batbie                                         | 25 mei 1873       | 26 november 1873  |
| Oscar Bardi de Fourtou                                 | 26 november 1873  | 22 mei 1874       |
| Arthur de Cumont                                       | 22 mei 1874       | 10 maart 1875     |
| Henri-Alexandre Wallon                                 | 10 maart 1875     | 9 maart 1876      |
| William Henry Waddington*                              | 9 maart 1876      | 17 mei 1877       |
| Joseph Brunet                                          | 17 mei 1877       | 23 november 1877  |
| Hervé Faye                                             | 23 november 1877  | 13 december 1877  |
| Agénor Bardoux                                         | 13 december 1877  | 4 februari 1879   |
| Jules Ferry*                                           | 4 februari 1879   | 14 november 1881  |
| Paul Bert**                                            | 14 november 1881  | 30 januari 1882   |
| Jules Ferry*                                           | 30 januari 1882   | 7 augustus 1882   |
| Jules Duvaux*                                          | 7 augustus 1882   | 21 februari 1883  |
| Jules Ferry*                                           | 21 februari 1883  | 20 november 1883  |
| Armand Fallières*                                      | 20 november 1883  | 6 april 1885      |
| René Goblet                                            | 6 april 1885      | 11 december 1886  |
| Marcellin Berthelot*                                   | 11 december 1886  | 30 mei 1887       |
| Eugène Spuller                                         | 30 mei 1887       | 12 december 1887  |
| Léopold Faye                                           | 12 december 1887  | 3 april 1888      |
| Édouard Locroy*                                        | 3 april 1888      | 22 februari 1889  |
| Armand Fallières*                                      | 22 februari 1889  | 17 maart 1890     |
| Léon Bourgeois*                                        | 17 maart 1890     | 6 december 1892   |
| Charles Dupuy                                          | 6 december 1892   | 4 april 1893      |
| Raymond Poincaré                                       | 4 april 1893      | 3 december 1893   |
| Eugène Spuller                                         | 3 december 1893   | 30 mei 1894       |
| Georges Leygues*                                       | 30 mei 1894       | 26 januari 1895   |
| Raymond Poincaré                                       | 26 januari 1895   | 1 november 1895   |
| Émile Combes                                           | 1 november 1895   | 29 april 1896     |
| Alfred Rambaud                                         | 29 april 1896     | 28 juni 1898      |
| Léon Bourgeois*                                        | 28 juni 1898      | 1 november 1898   |
| Georges Leygues*                                       | 1 november 1898   | 7 juni 1902       |
| Joseph Chaumié*                                        | 7 juni 1902       | 24 januari 1905   |
| Jean-Baptiste Bienvenu-Martin                          | 24 januari 1905   | 14 maart 1906     |
| Aristide Briand                                        | 14 maart 1906     | 4 januari 1908    |
| Gaston Doumergue*                                      | 4 januari 1908    | 3 november 1910   |
| Maurice Faure*                                         | 3 november 1910   | 2 maart 1911      |
| Théodore Steeg*                                        | 2 maart 1911      | 14 januari 1912   |
| Gabriel Guist'hau                                      | 14 januari 1912   | 21 januari 1913   |
| Théodore Steeg                                         | 21 januari 1913   | 22 maart 1913     |
| Louis Barthou                                          | 22 maart 1913     | 9 december 1913   |
| René Viviani                                           | 9 december 1913   | 9 juni 1914       |
| Arthur Dessoyes                                        | 9 juni 1914       | 13 juni 1914      |
| Victor Augagneur                                       | 13 juni 1914      | 3 augustus 1914   |
| Albert Sarraut                                         | 3 augustus 1914   | 29 oktober 1915   |
| Paul Painlevé                                          | 29 oktober 1915   | 12 december 1916  |
| René Viviani                                           | 12 december 1916  | 20 maart 1917     |
| Théodore Steeg                                         | 20 maart 1917     | 12 september 1917 |
| Charles Daniel-Vincent                                 | 12 september 1917 | 16 november 1917  |
| Louis Lafferre                                         | 16 november 1917  | 27 november 1919  |
| Léon Bérard                                            | 27 november 1919  | 20 januari 1920   |
| André Honorrat                                         | 20 januari 1920   | 16 januari 1921   |
| Léon Bérard                                            | 16 januari 1921   | 29 maart 1924     |
| Henry de Jouvenel                                      | 29 maart 1924     | 9 juni 1924       |
| Adolphe Landry                                         | 9 juni 1924       | 14 juni 1924      |
| François Albert                                        | 14 juni 1924      | 17 april 1925     |
| Anatole de Monzie                                      | 17 april 1925     | 11 oktober 1925   |
| Yvon Delbos                                            | 11 oktober 1925   | 28 november 1925  |
| Édouard Daladier                                       | 28 november 1925  | 9 maart 1926      |
| Lucien Lamoureux                                       | 9 maart 1926      | 23 juni 1926      |
| Bertrand Nogaro                                        | 23 juni 1926      | 19 juli 1926      |
| Édouard Daladier                                       | 19 juli 1926      | 23 juli 1926      |
| Édouard Herriot                                        | 23 juli 1926      | 11 november 1928  |
| Pierre Marraud                                         | 11 november 1928  | 21 februari 1930  |
| Jean Durand                                            | 21 februari 1930  | 2 maart 1930      |
| Pierre Marraud                                         | 2 maart 1930      | 13 december 1930  |
| Camille Chautemps                                      | 13 december 1930  | 27 januari 1931   |
| Mario Roustan                                          | 27 januari 1931   | 3 juni 1932       |

## Ministers (1932-1959)
| Minister               | Begindatum        | Einddatum         |
| ---------------------- | ----------------- | ----------------- |
| Anatole de Monzie      | 3 juni 1932       | 30 januari 1934   |
| Aimé Berthod           | 30 januari 1934   | 8 november 1934   |
| André Mallarmé         | 8 november 1934   | 1 juni 1935       |
| Mario Roustan          | 1 juni 1935       | 7 juni 1935       |
| Philippe Marcombes     | 7 juni 1935       | 13 juni 1935      |
| Mario Roustan          | 17 juni 1935      | 24 januari 1936   |
| Henri Guernut          | 24 januari 1936   | 4 juni 1936       |
| Jean Zay               | 4 juni 1936       | 10 september 1939 |
| Yvon Delbos            | 13 september 1939 | 21 maart 1940     |
| Albert Sarraut         | 21 maart 1940     | 5 juni 1940       |
| Yvon Delbos            | 5 juni 1940       | 16 juni 1940      |
| Albert Rivaud          | 16 juni 1940      | 12 juli 1940      |
| Émile Miraud           | 12 juli 1940      | 6 september 1940  |
| Georges Ripert         | 6 september 1940  | 13 december 1940  |
| Jacques Chevalier      | 13 december 1940  | 23 februari 1941  |
| Jérôme Carcopino       | 25 februari 1941  | 18 april 1942     |
| Abel Bonnard           | 18 april 1942     | 19 augustus 1944  |
| René Capitant          | 19 augustus 1944  | 21 november 1945  |
| Paul Giacobbi          | 21 november 1945  | 26 januari 1946   |
| Marcel Edmond Naegelen | 26 januari 1946   | 12 februari 1948  |
| Édouard Depreux        | 12 februari 1948  | 26 juli 1948      |
| Yvon Delbos            | 26 juli 1948      | 5 september 1948  |
| Tony Revillon          | 5 september 1948  | 11 september 1948 |
| Yvon Delbos            | 11 september 1948 | 2 juli 1950       |
| André Morice           | 2 juli 1950       | 12 juli 1950      |
| Pierre-Olivier Lapie   | 12 juli 1950      | 11 augustus 1952  |
| André Marie            | 11 augustus 1952  | 19 juni 1954      |
| Jean Berthoin          | 19 juni 1954      | 1 februari 1956   |
| René Billères          | 1 februari 1956   | 14 mei 1958       |
| Jacques Bordeneuve     | 14 mei 1958       | 1 juni 1958       |
| Jean Berthoin          | 1 juni 1958       | 8 januari 1959    |

De ministers met een * achter hun naam combineerden hun ministerschap van Onderwijs niet met het ministerschap van Kerkelijke Zaken. Dit geldt vanaf de instelling van de Derde Franse Republiek in 1870.
De minister met twee ** achter zijn naam (Paul Bert) combineerde zijn ministerschap niet met het ministerschap van Schone Kunsten.

## Ministers van Onderwijs (1959–heden)
| Minister van Onderwijs Ministre de l'Éducation nationale | Minister van Onderwijs Ministre de l'Éducation nationale | Minister van Onderwijs Ministre de l'Éducation nationale | Ambtstermijn                  | Ambtstermijn     | Partij(en)        | Premier(s)                               | Kabinet(en)                                      | Overige functie(s)                                              |
| -------------------------------------------------------- | -------------------------------------------------------- | -------------------------------------------------------- | ----------------------------- | ---------------- | ----------------- | ---------------------------------------- | ------------------------------------------------ | --------------------------------------------------------------- |
|                                                          |                                                          | André Boulloche (1915–1978)                              | 8 januari 1959                | 23 december 1959 | DVG               | Michel Debré (1959–1962)                 | Debré                                            |                                                                 |
|                                                          | Michel Debré                                             | Michel Debré (1912–1996)                                 | 23 december 1959              | 15 januari 1960  | UNR               | Michel Debré (1959–1962)                 | Debré                                            | Premier                                                         |
|                                                          |                                                          | Louis Joxe (1901–1991)                                   | 15 januari 1960               | 22 novembre 1960 | UNR               | Michel Debré (1959–1962)                 | Debré                                            |                                                                 |
|                                                          |                                                          | Pierre Guillaumat (1909 1991)                            | 22 novembre 1960              | 20 februari 1961 | O                 | Michel Debré (1959–1962)                 | Debré                                            |                                                                 |
|                                                          |                                                          | Lucien Paye (1907 1972)                                  | 20 februari 1961              | 14 april 1962    | DVD               | Michel Debré (1959–1962)                 | Debré                                            |                                                                 |
|                                                          | Pierre Sudreau                                           | Pierre Sudreau (1919–2012)                               | 14 april 1962                 | 6 december 1962  | MRP               | Georges Pompidou (1962–1968)             | Pompidou I                                       |                                                                 |
|                                                          | Christian Fouchet                                        | Christian Fouchet (1911–1974)                            | 6 december 1962               | 7 april 1967     | UNR               | Georges Pompidou (1962–1968)             | Pompidou II                                      |                                                                 |
| Pompidou III                                             | Christian Fouchet                                        | Christian Fouchet (1911–1974)                            | 6 december 1962               | 7 april 1967     | UNR               | Georges Pompidou (1962–1968)             |                                                  |                                                                 |
|                                                          | Alain Peyrefitte                                         | Alain Peyrefitte (1925–1999)                             | 7 april 1967                  | 10 juli 1968     | UDR               | Georges Pompidou (1962–1968)             | Pompidou IV                                      |                                                                 |
|                                                          | Edgar Faure                                              | Edgar Faure (1908–1988)                                  | 10 juli 1968                  | 20 juni 1969     | UDR               | Maurice Couve de Murville (1968–1969)    | Couve de Murville                                |                                                                 |
|                                                          | Olivier Guichard                                         | Olivier Guichard (1920–2004)                             | 20 juni 1969                  | 6 juli 1972      | UDR               | Jacques Chaban- Delmas (1969–1972)       | Chaban- Delmas                                   |                                                                 |
|                                                          |                                                          | Joseph Fontanet (1921–1980)                              | 6 juli 1972                   | 27 mei 1974      | CDP               | Pierre Messmer (1972–1974)               | Messmer I                                        |                                                                 |
| Messmer II                                               |                                                          | Joseph Fontanet (1921–1980)                              | 6 juli 1972                   | 27 mei 1974      | CDP               | Pierre Messmer (1972–1974)               |                                                  |                                                                 |
| Messmer III                                              |                                                          | Joseph Fontanet (1921–1980)                              | 6 juli 1972                   | 27 mei 1974      | CDP               | Pierre Messmer (1972–1974)               |                                                  |                                                                 |
|                                                          |                                                          | René Haby (1919–2003)                                    | 27 mei 1974                   | 5 april 1978     | RI                | Jacques Chirac (1974–1976)               | Chirac I                                         |                                                                 |
| Raymond Barre (1976–1981)                                | Barre I                                                  | René Haby (1919–2003)                                    | 27 mei 1974                   | 5 april 1978     | RI                |                                          |                                                  |                                                                 |
| Raymond Barre (1976–1981)                                | Barre II                                                 | René Haby (1919–2003)                                    | 27 mei 1974                   | 5 april 1978     | RI                |                                          |                                                  |                                                                 |
| Raymond Barre (1976–1981)                                |                                                          |                                                          | Christian Beullac (1923–1986) | 5 april 1978     | 21 mei 1981       | DVD                                      | Barre III                                        |                                                                 |
|                                                          |                                                          | Alain Savary (1918–1988)                                 | 21 mei 1981                   | 17 juli 1984     | PS                | Pierre Mauroy (1981–1984)                | Mauroy I                                         |                                                                 |
| Mauroy II                                                |                                                          | Alain Savary (1918–1988)                                 | 21 mei 1981                   | 17 juli 1984     | PS                | Pierre Mauroy (1981–1984)                |                                                  |                                                                 |
| Mauroy III                                               |                                                          | Alain Savary (1918–1988)                                 | 21 mei 1981                   | 17 juli 1984     | PS                | Pierre Mauroy (1981–1984)                |                                                  |                                                                 |
|                                                          | Jean-Pierre Chevènement                                  | Jean-Pierre Chevènement (1939)                           | 17 juli 1984                  | 20 maart 1986    | PS                | Laurent Fabius (1984–1986)               | Fabius                                           |                                                                 |
|                                                          | René Monory                                              | René Monory (1923–2009)                                  | 20 maart 1986                 | 10 mei 1988      | UDF               | Jacques Chirac (1986–1988)               | Chirac II                                        |                                                                 |
|                                                          | Lionel Jospin                                            | Lionel Jospin (1937)                                     | 10 mei 1988                   | 2 april 1992     | PS                | Michel Rocard (1988–1991)                | Rocard I                                         | Minister van Staat / Minister van Hoger Onderwijs en Wetenschap |
| Rocard II                                                | Lionel Jospin                                            | Lionel Jospin (1937)                                     | 10 mei 1988                   | 2 april 1992     | PS                | Michel Rocard (1988–1991)                | Minister van Staat / Minister van Jeugd en Sport |                                                                 |
| Édith Cresson (1991–1992)                                | Lionel Jospin                                            | Lionel Jospin (1937)                                     | 10 mei 1988                   | 2 april 1992     | PS                | Cresson                                  | Minister van Staat                               |                                                                 |
|                                                          | Jack Lang                                                | Jack Lang (1939)                                         | 2 april 1992                  | 29 maart 1993    | PS                | Pierre Bérégovoy (1992–1993)             | Bérégovoy                                        | Minister van Staat                                              |
|                                                          | François Bayrou                                          | François Bayrou (1951)                                   | 29 maart 1993                 | 3 juni 1997      | UDF               | Édouard Balladur (1993–1995)             | Balladur                                         |                                                                 |
| Alain Juppé (1995–1997)                                  | François Bayrou                                          | François Bayrou (1951)                                   | 29 maart 1993                 | 3 juni 1997      | UDF               | Juppé I                                  | Minister van Hoger Onderwijs en Wetenschap       |                                                                 |
| Alain Juppé (1995–1997)                                  | François Bayrou                                          | François Bayrou (1951)                                   | 29 maart 1993                 | 3 juni 1997      | UDF               | Juppé II                                 | Minister van Hoger Onderwijs en Wetenschap       |                                                                 |
|                                                          | Claude Allègre                                           | Claude Allègre (1937)                                    | 3 juni 1997                   | 28 maart 2000    | PS                | Lionel Jospin (1997–2002)                | Jospin                                           | Minister van Hoger Onderwijs en Wetenschap                      |
|                                                          | Jack Lang                                                | Jack Lang (1939)                                         | 28 maart 2000                 | 6 mei 2002       | PS                | Lionel Jospin (1997–2002)                | Jospin                                           |                                                                 |
|                                                          | Luc Ferry                                                | Luc Ferry (1951)                                         | 6 mei 2002                    | 31 maart 2004    | DVD               | Jean-Pierre Raffarin (2002–2005)         | Raffarin I                                       | Minister van Jeugd en Sport                                     |
| Raffarin II                                              | Luc Ferry                                                | Luc Ferry (1951)                                         | 6 mei 2002                    | 31 maart 2004    | DVD               | Jean-Pierre Raffarin (2002–2005)         |                                                  | Minister van Jeugd en Sport                                     |
|                                                          | François Fillon                                          | François Fillon (1954)                                   | 31 maart 2004                 | 31 mei 2005      | UMP               | Jean-Pierre Raffarin (2002–2005)         | Raffarin III                                     | Minister van Hoger Onderwijs en Wetenschap                      |
|                                                          | Gilles de Robien                                         | Gilles de Robien (1941)                                  | 31 mei 2005                   | 16 mei 2007      | UDF               | Dominique de Villepin (2005–2007)        | de Villepin                                      | Minister van Hoger Onderwijs en Wetenschap                      |
|                                                          | Xavier Darcos                                            | Xavier Darcos (1947)                                     | 16 mei 2007                   | 23 juni 2009     | UMP               | François Fillon (2007–2012)              | Fillon I                                         |                                                                 |
| Fillon II                                                | Xavier Darcos                                            | Xavier Darcos (1947)                                     | 16 mei 2007                   | 23 juni 2009     | UMP               | François Fillon (2007–2012)              |                                                  |                                                                 |
|                                                          | Luc Chatel                                               | Luc Chatel (1964)                                        | 23 juni 2009                  | 15 mei 2012      | UMP               | François Fillon (2007–2012)              |                                                  |                                                                 |
| Fillon III                                               | Luc Chatel                                               | Luc Chatel (1964)                                        | 23 juni 2009                  | 15 mei 2012      | UMP               | François Fillon (2007–2012)              | Minister van Jeugd en Sport (2010–12)            |                                                                 |
|                                                          | Vincent Peillon                                          | Vincent Peillon (1960)                                   | 15 mei 2012                   | 31 maart 2014    | PS                | Jean-Marc Ayrault (2012–2014)            | Ayrault I                                        |                                                                 |
| Ayrault II                                               | Vincent Peillon                                          | Vincent Peillon (1960)                                   | 15 mei 2012                   | 31 maart 2014    | PS                | Jean-Marc Ayrault (2012–2014)            |                                                  |                                                                 |
|                                                          | Benoît Hamon                                             | Benoît Hamon (1967)                                      | 31 maart 2014                 | 26 augustus 2014 | PS                | Manuel Valls (2014–2016)                 | Valls I                                          | Minister van Hoger Onderwijs en Wetenschap                      |
|                                                          | Najat Vallaud-Belkacem                                   | Najat Vallaud- Belkacem (1977)                           | 26 augustus 2014              | 14 mei 2017      | PS                | Manuel Valls (2014–2016)                 | Valls II                                         | Minister van Hoger Onderwijs en Wetenschap                      |
| Bernard Cazeneuve (2016–2017)                            | Najat Vallaud-Belkacem                                   | Najat Vallaud- Belkacem (1977)                           | 26 augustus 2014              | 14 mei 2017      | PS                | Cazeneuve                                |                                                  | Minister van Hoger Onderwijs en Wetenschap                      |
|                                                          | Jean-Michel Blanquer                                     | Jean-Michel Blanquer (1964)                              | 14 mei 2017                   | heden            | DVD (2017)        | Édouard Philippe (2017–2020)             | Philippe I                                       |                                                                 |
| Philippe II                                              | Jean-Michel Blanquer                                     | Jean-Michel Blanquer (1964)                              | 14 mei 2017                   | heden            | DVD (2017)        | Édouard Philippe (2017–2020)             | Minister van Jeugd (2018–2020)                   |                                                                 |
| Philippe II                                              | Jean-Michel Blanquer                                     | Jean-Michel Blanquer (1964)                              | 14 mei 2017                   | heden            | LREM (vanaf 2017) | Édouard Philippe (2017–2020)             | Minister van Jeugd (2018–2020)                   |                                                                 |
| Jean Castex (2020–heden)                                 | Jean-Michel Blanquer                                     | Jean-Michel Blanquer (1964)                              | 14 mei 2017                   | heden            | Castex            | Minister van Jeugd en Sport (vanaf 2020) |                                                  |                                                                 |

## Ministers van Hoger Onderwijs (1959–heden)
| Viceminister voor Wetenschap en Ruimtevaart     | Viceminister voor Wetenschap en Ruimtevaart     | Viceminister voor Wetenschap en Ruimtevaart     | Ambtstermijn     | Ambtstermijn     | Partij(en)        | Premier(s)                            | Kabinet(en)                                                    | Overige functie(s)                                    |
| ----------------------------------------------- | ----------------------------------------------- | ----------------------------------------------- | ---------------- | ---------------- | ----------------- | ------------------------------------- | -------------------------------------------------------------- | ----------------------------------------------------- |
|                                                 | Jacques Soustelle                               | Jacques Soustelle (1912–1990)                   | 8 januari 1959   | 5 februari 1960  | UNR               | Michel Debré (1959–1962)              | Debré                                                          | Viceminister voor Overzeese Gebiedsdelen en de Sahara |
|                                                 |                                                 | Pierre Guillaumat (1909–1991)                   | 5 februari 1960  | 14 april 1962    | O                 | Michel Debré (1959–1962)              | Debré                                                          |                                                       |
| Minister van Wetenschap en Ruimtevaart          | Minister van Wetenschap en Ruimtevaart          | Minister van Wetenschap en Ruimtevaart          | Ambtstermijn     | Ambtstermijn     | Partij(en)        | Premier(s)                            | Kabinet(en)                                                    | Overige functie(s)                                    |
|                                                 | Gaston Palewski                                 | Gaston Palewski (1901–1984)                     | 14 april 1962    | 23 februari 1965 | UNR               | Georges Pompidou (1962–1968)          | Pompidou I                                                     | Minister van Staat                                    |
| Pompidou II                                     | Gaston Palewski                                 | Gaston Palewski (1901–1984)                     | 14 april 1962    | 23 februari 1965 | UNR               | Georges Pompidou (1962–1968)          |                                                                | Minister van Staat                                    |
| Staatssecretaris voor Wetenschap en Ruimtevaart | Staatssecretaris voor Wetenschap en Ruimtevaart | Staatssecretaris voor Wetenschap en Ruimtevaart | Ambtstermijn     | Ambtstermijn     | Partij(en)        | Premier(s)                            | Kabinet(en)                                                    | Overige functie(s)                                    |
|                                                 | Yvon Bourges                                    | Yvon Bourges (1921–2009)                        | 23 februari 1965 | 8 januari 1966   | UNR               | Georges Pompidou (1962–1968)          | Pompidou II                                                    |                                                       |
| Viceminister voor Wetenschap en Ruimtevaart     | Viceminister voor Wetenschap en Ruimtevaart     | Viceminister voor Wetenschap en Ruimtevaart     | Ambtstermijn     | Ambtstermijn     | Partij(en)        | Premier(s)                            | Kabinet(en)                                                    | Overige functie(s)                                    |
|                                                 | Alain Peyrefitte                                | Alain Peyrefitte (1925–1999)                    | 8 januari 1966   | 7 april 1967     | UNR               | Georges Pompidou (1962–1968)          | Pompidou III                                                   |                                                       |
| Minister van Wetenschap en Ruimtevaart          | Minister van Wetenschap en Ruimtevaart          | Minister van Wetenschap en Ruimtevaart          | Ambtstermijn     | Ambtstermijn     | Partij(en)        | Premier(s)                            | Kabinet(en)                                                    | Overige functie(s)                                    |
|                                                 | Maurice Schumann                                | Maurice Schumann (1911–1998)                    | 7 april 1967     | 20 juni 1969     | UDR               | Georges Pompidou (1962–1968)          | Pompidou IV                                                    | Minister van Staat                                    |
| Viceminister voor Wetenschap en Ruimtevaart     | Viceminister voor Wetenschap en Ruimtevaart     | Viceminister voor Wetenschap en Ruimtevaart     | Ambtstermijn     | Ambtstermijn     | Partij(en)        | Premier(s)                            | Kabinet(en)                                                    | Overige functie(s)                                    |
|                                                 |                                                 | Robert Galley (1921–2012)                       | 10 juli 1968     | 20 juni 1969     | UDR               | Maurice Couve de Murville (1968–1969) | Couve de Murville                                              |                                                       |
| Minister van Wetenschap                         | Minister van Wetenschap                         | Minister van Wetenschap                         | Ambtstermijn     | Ambtstermijn     | Partij(en)        | Premier(s)                            | Kabinet(en)                                                    | Overige functie(s)                                    |
|                                                 | François-Xavier Ortoli                          | François- Xavier Ortoli (1925–2007)             | 20 juni 1969     | 6 juli 1972      | UDR               | Jacques Chaban- Delmas (1969–1972)    | Chaban- Delmas                                                 | Minister voor Industriële Zaken                       |
|                                                 |                                                 | Jean Charbonnel (1927–2014)                     | 6 juli 1972      | 1 maart 1974     | UDR               | Pierre Messmer (1972–1974)            | Messmer I                                                      | Minister voor Industriële Zaken                       |
| Messmer II                                      |                                                 | Jean Charbonnel (1927–2014)                     | 6 juli 1972      | 1 maart 1974     | UDR               | Pierre Messmer (1972–1974)            |                                                                | Minister voor Industriële Zaken                       |
| Staatssecretaris voor Hoger Onderwijs           | Staatssecretaris voor Hoger Onderwijs           | Staatssecretaris voor Hoger Onderwijs           | Ambtstermijn     | Ambtstermijn     | Partij(en)        | Premier(s)                            | Kabinet(en)                                                    | Overige functie(s)                                    |
|                                                 | Jacques Limouzy                                 | Jacques Limouzy (1926–2011)                     | 1 maart 1974     | 27 mei 1974      | UDR               | Pierre Messmer (1972–1974)            | Messmer III                                                    |                                                       |
| Minister van Wetenschap                         | Minister van Wetenschap                         | Minister van Wetenschap                         | Ambtstermijn     | Ambtstermijn     | Partij(en)        | Premier(s)                            | Kabinet(en)                                                    | Overige functie(s)                                    |
|                                                 | Alain Madelin                                   | Michel d'Ornano (1924–1991)                     | 14 juni 1974     | 30 maart 1977    | RI                | Jacques Chirac (1974–1976)            | Chirac I                                                       | Minister voor Industriële Zaken                       |
| Raymond Barre (1976–1981)                       | Alain Madelin                                   | Michel d'Ornano (1924–1991)                     | 14 juni 1974     | 30 maart 1977    | RI                | Barre I                               |                                                                | Minister voor Industriële Zaken                       |
| Staatssecretaris voor Hoger Onderwijs           | Staatssecretaris voor Hoger Onderwijs           | Staatssecretaris voor Hoger Onderwijs           | Ambtstermijn     | Ambtstermijn     | Partij(en)        | Premier(s)                            | Kabinet(en)                                                    | Overige functie(s)                                    |
|                                                 |                                                 | Alice Saunier- Seïté (1925–2003)                | 30 maart 1977    | 5 april 1978     | RI                | Raymond Barre (1976–1981)             | Barre II                                                       |                                                       |
| Minister van Hoger Onderwijs                    | Minister van Hoger Onderwijs                    | Minister van Hoger Onderwijs                    | Ambtstermijn     | Ambtstermijn     | Partij(en)        | Premier(s)                            | Kabinet(en)                                                    | Overige functie(s)                                    |
|                                                 |                                                 | Alice Saunier- Seïté (1925–2003)                | 5 april 1978     | 21 mei 1981      | UDF (PR)          | Raymond Barre (1976–1981)             | Barre III                                                      |                                                       |
| Minister van Onderzoek en Technologie           | Minister van Onderzoek en Technologie           | Minister van Onderzoek en Technologie           | Ambtstermijn     | Ambtstermijn     | Partij(en)        | Premier(s)                            | Kabinet(en)                                                    | Overige functie(s)                                    |
|                                                 | Jean-Pierre Chevènement                         | Jean-Pierre Chevènement (1939)                  | 21 mei 1981      | 23 maart 1983    | PS                | Pierre Mauroy (1981–1984)             | Mauroy I                                                       | Minister van Staat                                    |
| Mauroy II                                       | Jean-Pierre Chevènement                         | Jean-Pierre Chevènement (1939)                  | 21 mei 1981      | 23 maart 1983    | PS                | Pierre Mauroy (1981–1984)             | Minister van Staat / Minister voor Industriële Zaken (1982–83) |                                                       |
|                                                 | Laurent Fabius                                  | Laurent Fabius (1946)                           | 23 maart 1983    | 17 juli 1984     | PS                | Pierre Mauroy (1981–1984)             | Mauroy III                                                     | Minister voor Industriële Zaken                       |
|                                                 | Hubert Curien                                   | Hubert Curien (1924–2005)                       | 17 juli 1984     | 20 maart 1986    | O                 | Laurent Fabius (1984–1986)            | Fabius                                                         |                                                       |
| Viceminister voor Hoger Onderwijs en Onderzoek  | Viceminister voor Hoger Onderwijs en Onderzoek  | Viceminister voor Hoger Onderwijs en Onderzoek  | Ambtstermijn     | Ambtstermijn     | Partij(en)        | Premier(s)                            | Kabinet(en)                                                    | Overige functie(s)                                    |
|                                                 |                                                 | Alain Devaquet (1942–2018)                      | 20 maart 1986    | 8 december 1986  | RPR               | Jacques Chirac (1986–1988)            | Chirac II                                                      |                                                       |
|                                                 | Jacques Valade                                  | Jacques Valade (1930)                           | 20 januari 1987  | 10 mei 1988      | RPR               | Jacques Chirac (1986–1988)            | Chirac II                                                      |                                                       |
| Minister van Onderzoek en Technologie           | Minister van Onderzoek en Technologie           | Minister van Onderzoek en Technologie           | Ambtstermijn     | Ambtstermijn     | Partij(en)        | Premier(s)                            | Kabinet(en)                                                    | Overige functie(s)                                    |
|                                                 | Lionel Jospin                                   | Lionel Jospin (1937)                            | 10 mei 1988      | 22 juni 1988     | PS                | Michel Rocard (1988–1991)             | Rocard I                                                       | Minister van Staat                                    |
| Minister van Onderwijs                          | Lionel Jospin                                   | Lionel Jospin (1937)                            | 10 mei 1988      | 22 juni 1988     | PS                | Michel Rocard (1988–1991)             | Rocard I                                                       |                                                       |
| Minister van Jeugd en Sport                     | Lionel Jospin                                   | Lionel Jospin (1937)                            | 10 mei 1988      | 22 juni 1988     | PS                | Michel Rocard (1988–1991)             | Rocard I                                                       |                                                       |
|                                                 | Hubert Curien                                   | Hubert Curien (1924–2005)                       | 22 juni 1988     | 29 maart 1993    | O                 | Michel Rocard (1988–1991)             | Rocard II                                                      |                                                       |
| Édith Cresson (1991–1992)                       | Hubert Curien                                   | Hubert Curien (1924–2005)                       | 22 juni 1988     | 29 maart 1993    | O                 | Cresson                               |                                                                |                                                       |
| Pierre Bérégovoy (1992–1993)                    | Hubert Curien                                   | Hubert Curien (1924–2005)                       | 22 juni 1988     | 29 maart 1993    | O                 | Bérégovoy                             |                                                                |                                                       |
| Minister van Hoger Onderwijs en Wetenschap      | Minister van Hoger Onderwijs en Wetenschap      | Minister van Hoger Onderwijs en Wetenschap      | Ambtstermijn     | Ambtstermijn     | Partij(en)        | Premier(s)                            | Kabinet(en)                                                    | Overige functie(s)                                    |
|                                                 | François Fillon                                 | François Fillon (1954)                          | 29 maart 1993    | 17 mei 1995      | RPR               | Édouard Balladur (1993–1995)          | Balladur                                                       |                                                       |
|                                                 | François Bayrou                                 | François Bayrou (1951)                          | 17 mei 1995      | 3 juni 1997      | UDF               | Alain Juppé (1995–1997)               | Juppé I                                                        | Minister van Onderwijs                                |
| Juppé II                                        | François Bayrou                                 | François Bayrou (1951)                          | 17 mei 1995      | 3 juni 1997      | UDF               | Alain Juppé (1995–1997)               |                                                                | Minister van Onderwijs                                |
|                                                 | Claude Allègre                                  | Claude Allègre (1937)                           | 3 juni 1997      | 28 maart 2000    | PS                | Lionel Jospin (1997–2002)             | Jospin                                                         | Minister van Onderwijs                                |
|                                                 | Roger-Gérard Schwartzenberg                     | Roger-Gérard Schwartzenberg (1943)              | 28 maart 2000    | 6 mei 2002       | PRG               | Lionel Jospin (1997–2002)             | Jospin                                                         |                                                       |
|                                                 | Luc Ferry                                       | Luc Ferry (1951)                                | 6 mei 2002       | 31 maart 2004    | DVD               | Jean-Pierre Raffarin (2002–2005)      | Raffarin I                                                     | Minister van Onderwijs / Minister van Jeugd           |
| Raffarin II                                     | Luc Ferry                                       | Luc Ferry (1951)                                | 6 mei 2002       | 31 maart 2004    | DVD               | Jean-Pierre Raffarin (2002–2005)      |                                                                | Minister van Onderwijs / Minister van Jeugd           |
|                                                 | François Fillon                                 | François Fillon (1954)                          | 31 maart 2004    | 31 mei 2005      | UMP               | Jean-Pierre Raffarin (2002–2005)      | Raffarin III                                                   | Minister van Onderwijs                                |
|                                                 | Gilles de Robien                                | Gilles de Robien (1941)                         | 31 mei 2005      | 16 mei 2007      | UDF               | Dominique de Villepin (2005–2007)     | de Villepin                                                    | Minister van Onderwijs                                |
|                                                 | Valérie Pécresse                                | Valérie Pécresse (1967)                         | 16 mei 2007      | 30 juni 2011     | UMP               | François Fillon (2007–2012)           | Fillon I                                                       |                                                       |
| Fillon II                                       | Valérie Pécresse                                | Valérie Pécresse (1967)                         | 16 mei 2007      | 30 juni 2011     | UMP               | François Fillon (2007–2012)           |                                                                |                                                       |
| Fillon III                                      | Valérie Pécresse                                | Valérie Pécresse (1967)                         | 16 mei 2007      | 30 juni 2011     | UMP               | François Fillon (2007–2012)           |                                                                |                                                       |
|                                                 | Laurent Wauquiez                                | Laurent Wauquiez (1975)                         | 30 juni 2011     | 16 mei 2012      | UMP               | François Fillon (2007–2012)           |                                                                |                                                       |
|                                                 | Geneviève Fioraso                               | Geneviève Fioraso (1954)                        | 15 mei 2012      | 31 maart 2014    | PS                | Jean-Marc Ayrault (2012–2014)         | Ayrault I                                                      |                                                       |
| Ayrault II                                      | Geneviève Fioraso                               | Geneviève Fioraso (1954)                        | 15 mei 2012      | 31 maart 2014    | PS                | Jean-Marc Ayrault (2012–2014)         |                                                                |                                                       |
|                                                 | Benoît Hamon                                    | Benoît Hamon (1967)                             | 31 maart 2014    | 26 augustus 2014 | PS                | Manuel Valls (2014–2016)              | Valls I                                                        | Minister van Onderwijs                                |
|                                                 | Najat Vallaud-Belkacem                          | Najat Vallaud- Belkacem (1977)                  | 26 augustus 2014 | 14 mei 2017      | PS                | Manuel Valls (2014–2016)              | Valls II                                                       | Minister van Onderwijs                                |
| Bernard Cazeneuve (2016–2017)                   | Najat Vallaud-Belkacem                          | Najat Vallaud- Belkacem (1977)                  | 26 augustus 2014 | 14 mei 2017      | PS                | Cazeneuve                             |                                                                | Minister van Onderwijs                                |
|                                                 | Frédérique Vidal                                | Frédérique Vidal (1964)                         | 14 mei 2017      | heden            | DVG (2017)        | Édouard Philippe (2017–2020)          | Philippe I                                                     |                                                       |
| Philippe II                                     | Frédérique Vidal                                | Frédérique Vidal (1964)                         | 14 mei 2017      | heden            | DVG (2017)        | Édouard Philippe (2017–2020)          |                                                                |                                                       |
|                                                 | Frédérique Vidal                                | Frédérique Vidal (1964)                         | 14 mei 2017      | heden            | LREM (vanaf 2017) | Édouard Philippe (2017–2020)          |                                                                |                                                       |
| Jean Castex (2020–heden)                        | Frédérique Vidal                                | Frédérique Vidal (1964)                         | 14 mei 2017      | heden            | Castex            |                                       |                                                                |                                                       |